# Chuỗi động lực của Monroe
Chuỗi động lực của Monroe là một kỹ thuật để tổ chức các bài diễn thuyết thuyết phục truyền cảm hứng cho mọi người hành động. Nó được phát triển vào giữa những năm 1930 bởi Alan H. Monroe tại Đại học Purdue.

## Các bước
Chuỗi động lực của Monroe nói rằng trong bước đầu tiên là nêu ra vấn đề mà khách hàng đang gặp phải, sau đó giải thích nó nếu người ta không thể củng cố nhu cầu và đưa ra một đại diện cho tình huống có thể xảy ra.
Chú ý
Thu hút sự chú ý của khán giả bằng câu chuyện chi tiết, ví dụ gây sốc, thống kê đầy kịch tính, trích dẫn, v.v.
Nhu cầu
Hiển thị cách chủ đề áp dụng cho nhu cầu tâm lý của khán giả. Tiền đề ở đây là nhu cầu của khán giả là những gì thúc đẩy hành động. Vượt ra ngoài việc thiết lập rằng có một vấn đề đáng kể. Có nhiều vấn đề không liên quan đặc biệt đến khán giả của bạn. Cho thấy nhu cầu sẽ không tự biến mất. Sử dụng số liệu thống kê, ví dụ, v.v. Thuyết phục khán giả của bạn rằng mỗi người đều có nhu cầu cá nhân để hành động.
Sự thỏa mãn
Bạn cần giải quyết vấn đề. Cung cấp các giải pháp cụ thể và khả thi mà cá nhân hoặc cộng đồng có thể thực hiện để giải quyết vấn đề.
Hình dung
Cho khán giả biết điều gì sẽ xảy ra nếu giải pháp được triển khai hoặc không diễn ra. Hãy hình dung và chi tiết.
Hoạt động
Cho khán giả biết họ có thể thực hiện hành động nào để giải quyết vấn đề.
Có nhiều mô tả về chuỗi động lực của Monroe. Dưới đây là một mô tả ví dụ của Dominic Spencer, một giảng viên tại Đại học Central Florida năm 2011:
1. Chú ý: Này! Lắng nghe tôi, bạn có một VẤN ĐỀ!
2. Cần: Hãy để tôi giải thích vấn đề.
3. Sự hài lòng: Nhưng, tôi có một giải pháp!
4. Hình dung: Nếu chúng ta thực hiện giải pháp của mình, đây là điều sẽ xảy ra. Hoặc, nếu chúng ta không thực hiện giải pháp của mình, đây là điều sẽ xảy ra.
5. Hành động: Bạn có thể giúp tôi theo cách cụ thể này. Bạn sẽ giúp tôi chứ?

## Lợi ích
Ưu điểm của chuỗi động lực của Monroe là nó nhấn mạnh những gì khán giả có thể làm. Quá thường xuyên khán giả cảm thấy như một tình huống là vô vọng; chuỗi động lực của Monroe nhấn mạnh đến hành động mà khán giả có thể thực hiện. Nó cũng giúp khán giả cảm thấy như người nói biết vấn đề ở bàn tay và lắng nghe họ thay vì chỉ điều chỉnh chúng.